# Канада на літніх Олімпійських іграх 1904
Канада на літніх Олімпійських іграх 1904 була представлена 52 спортсменами в шести видах спорту. За результатами змагань команда зайняла 3-є місце в загальнокомандному заліку.

## Медалісти

### Золото
|   | |                                           |
| № | Спортсмени | Вид спорту (дисципліна)                   |
| 1 | Джордж Лайон | Гольф (одиночний розряд)                  |
| 2 | Вільям Бернз, Елі Бланшар, Вільям Бренно, Джордж Бретц, Бенджамін Джемісон, Джордж Клутьє, Сенді Коуен, Джордж Кеттенач, Лайл Гіллард, Стюарт Лейдлоу, Лоуренс Пентленд, Джек Флетт, Вільям Орріз                      | Лакрос (чоловіки)                         |
| 3 | Етьєн Десмарто | Легка атлетика (метання ваги в 56 фунтів) |
| 4 | Отто Крістман, Джордж Дакер, Джон Фрейзер, Джон Горлей, Александер Голл, Альберт Гендерсон, Альберт Джонсон, Роберт Лейн, Ернест Лінтон, Гордон МакДональд, Фредерік Стіп, Томас Тейлор, Вільям Твейтс, Парнелл Гурлей | Футбол (чоловіки)                         |

### Срібло
|   | |                                 |
| № | Спортсмени | Вид спорту (дисципліна)         |
| 1 | Артур Бейлі, Філ Бойд, Томас Лаудон, Дон Мак-Кензі, Джордж Райффенштайн, Джон Райс, Джордж Стрейндж, Вільям Водсворт, Джозеф Райт | Академічне веслування (вісімки) |

### Бронза
|   | |                         |
| № | Спортсмени | Вид спорту (дисципліна) |
| 1 | Джо Кроуфорд, Білл Остін, Джейкоб Джеймісон, Джо Кларк, Елай Генрі, Еймос Обедія, Берман Шоу, Франк Сенека, Вільям Теркі, Елай Мартін, Фрімен Айсакс, Роберт Лотрідж | Лакрос (чоловіки)       |

## Результати змагань

### Академічне веслування
| Змагання | Спортсмени | Фінал     | Фінал |
| Змагання | Спортсмени | Результат | Місце |
| -------- | --- | --------- | ----- |
| Вісімки  | Артур Бейлі, Філ Бойд, Томас Лаудон, Дон Мак-Кензі, Джордж Райффенштайн, Джон Райс, Джордж Стрейндж, Вільям Водсворт, Джозеф Райт | невідомо  | 2     |

### Боротьба
| Змагання           | Спортсмени        | 1 раунд            | Чвертьфінал                     | Півфінал           | Фінал              |
| Змагання           | Спортсмени        | Суперник Результат | Суперник Результат              | Суперник Результат | Суперник Результат |
| ------------------ | ----------------- | ------------------ | ------------------------------- | ------------------ | ------------------ |
| Вільна, до 61,2 кг | Фредерік Фергюсон |                    | Бенджамін Бредшоу (USA) програв | не пройшов         | не пройшов         |

### Гольф
| Змагання         | Спортсмени    | Кваліфікація | Кваліфікація | Перший раунд           | Другий раунд               | Чвертьфінал                  | Півфінал                    | Фінал                     | Місце      |
| Змагання         | Спортсмени    | Результат    | Місце        | Суперник Результат     | Суперник Результат         | Суперник Результат           | Суперник Результат          | Суперник Результат        | Місце      |
| ---------------- | ------------- | ------------ | ------------ | ---------------------- | -------------------------- | ---------------------------- | --------------------------- | ------------------------- | ---------- |
| Одиночний розряд | Джордж Лайон  | 169          | 9            | Джон Кеді (USA) виграв | Стюарт Стікні (USA) виграв | Альберт Ламберт (USA) виграв | Френсіс Ньютон (USA) виграв | Чендлер Іґан (USA) виграв | 1          |
| Одиночний розряд | Берті Остін   | 211          | 65           | не пройшов             | не пройшов                 | не пройшов                   | не пройшов                  | не пройшов                | не пройшов |
| Одиночний розряд | Альберт Остін | 270          | 73           | не пройшов             | не пройшов                 | не пройшов                   | не пройшов                  | не пройшов                | не пройшов |

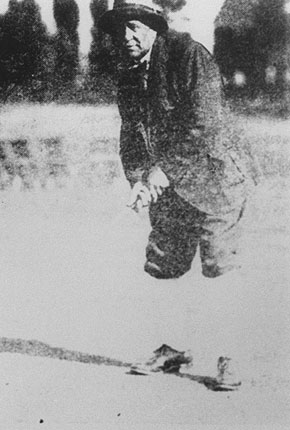
Джордж Лайон під час Олімпійських ігор в Сент-Луїсі

### Лакрос

#### Склад команди
Shamrock Lacrosse Team
- Вільям Бернз(інші мови)
- Елі Бланшар(інші мови)
- Вільям Бренно(інші мови)
- Джордж Бретц(інші мови)
- Бенджамін Джемісон(інші мови)
- Джордж Клутьє(інші мови)
- Сенді Коуен(інші мови)
- Джордж Кеттенач(інші мови)
- Лайл Гіллард(інші мови)
- Стюарт Лейдлоу(інші мови)
- Лоуренс Пентленд(інші мови)
- Джек Флетт(інші мови)
- Вільям Орріз

Mohawk Indians
- Джо Кроуфорд(інші мови)
- Білл Остін(інші мови)
- Джейкоб Джеймісон(інші мови)
- Джо Кларк(інші мови)
- Елай Генрі(інші мови)
- Еймос Обедія(інші мови)
- Берман Шоу(інші мови)
- Франк Сенека(інші мови)
- Вільям Теркі(інші мови)
- Елай Мартін(інші мови)
- Фрімен Айсакс(інші мови)
- Роберт Лотрідж(інші мови)

| Змагання          | Команда                | Півфінал                                                      | Фінал                                                         | Місце |
| ----------------- | ---------------------- | ------------------------------------------------------------- | ------------------------------------------------------------- | ----- |
| Лакрос (чоловіки) | Shamrock Lacrosse Team | Перемога США (USA) Brooklyn Crescents                         | Перемога США (USA) St. Louis Amateur Athletic Association 8-2 | 1     |
| Лакрос (чоловіки) | Mohawk Indians         | Програли США (USA) St. Louis Amateur Athletic Association 2-2 | не пройшли                                                    | 3     |

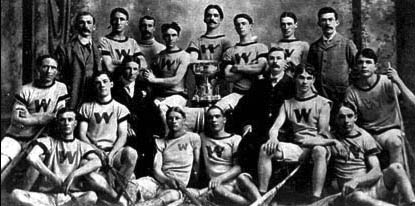
Склад команди Shamrock Lacrosse Team з Вінніпега

### Легка атлетика

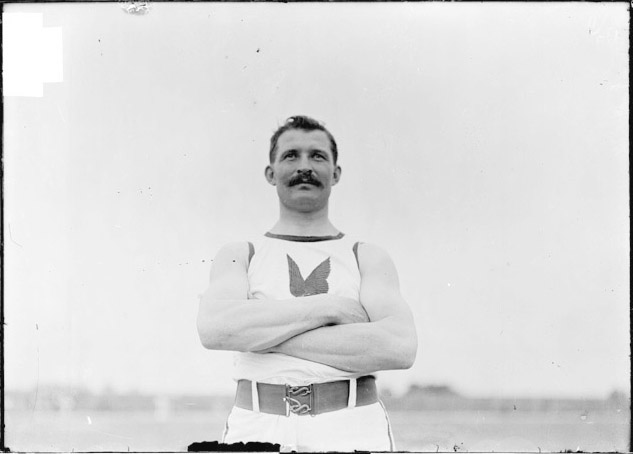
Олімпійський чемпіон Етьєн Десмарто, 1904

| Змагання                 | Спортсмени       | Півфінал  | Півфінал | Додатковий раунд | Додатковий раунд | Фінал      | Фінал      |
| Змагання                 | Спортсмени       | Результат | Місце    | Результат        | Місце            | Результат  | Місце      |
| ------------------------ | ---------------- | --------- | -------- | ---------------- | ---------------- | ---------- | ---------- |
| 60 метрів                | Роберт Керр      | невідомо  | 2        | невідомо         | 3-4              | не пройшов | не пройшов |
| 100 метрів               | Роберт Керр      | невідомо  | 3        |                  |                  | не пройшов | не пройшов |
| 200 метрів               | Роберт Керр      | невідомо  | 3        |                  |                  | не пройшов | не пройшов |
| 400 метрів               | Персіваль Молсон |           |          |                  |                  | невідомо   | 7-12       |
| 800 метрів               | Пітер Дір        |           |          |                  |                  | невідомо   | 7-13       |
| 800 метрів               | Джеймс Пек       |           |          |                  |                  | невідомо   | 7-13       |
| 1500 метрів              | Пітер Дір        |           |          |                  |                  | невідомо   | 6          |
| Метання ваги в 56 фунтів | Етьєн Десмарто   |           |          |                  |                  | 10,46 м OR | 1          |

### Футбол
Склад команди
| Поз. | Спортсмени        | Матчів | Голів |
| ---- | ----------------- | ------ | ----- |
| ВР   | Ернест Лінтон (в) | 2      | 0     |
| ЗХ   | Джордж Дакер      | 2      | 0     |
| ЗХ   | Джон Горлей (к)   | 2      | 0     |
| ПЗ   | Роберт Лейн       | 2      | 0     |
| ПЗ   | Альберт Джонсон   | 2      | 0     |
| ПЗ   | Джон Фрейзер      | 1      | 0     |
| ПЗ   | Отто Крістман     | 1      | 0     |
| НП   | Томас Тейлор      | 2      | 3     |
| НП   | Александер Голл   | 2      | 3     |
| НП   | Альберт Гендерсон | 1      | 1     |
| НП   | Гордон МакДональд | 1      | 2     |
| НП   | Фредерік Стіп     | 2      | 1     |
| НП   | Вільям Твейтс     | 2      | 0     |
| НП   | Парнелл Гурлей    | 0      | 0     |

| Тренер    |
| --------- |
| Луїс Дафф |

| Місце | Команди                    | І | В | Н | П | О | ГЗ | ГП |
| ----- | -------------------------- | - | - | - | - | - | -- | -- |
| 1     | Galt F.C.                  | 2 | 2 | 0 | 0 | 6 | 11 | 0  |
| 2     | Christian Brothers College | 3 | 1 | 1 | 1 | 4 | 2  | 7  |
| 3     | St. Rose Parish            | 3 | 0 | 1 | 2 | 1 | 0  | 6  |

| 16 листопада 1904 |

| Galt F.C.                                                              | 7:0 | Christian Brothers College |
| ---------------------------------------------------------------------- | --- | -------------------------- |
| Александр Голл (3х) Гордон Мак-Дональд (2х) Фредерік Стіп Томас Тейлор |     |                            |

| стадіон:Френсіс Філд, Сент-Луїс (Міссурі) Глядачів:? Суддя:Пол Мак-Свіні |

| 17 листопада 1904 |

| Galt F.C.                                                    | 4:0 | St. Rose Parish |
| ------------------------------------------------------------ | --- | --------------- |
| Томас Тейлор (2х) Альберт Гендерсон Автор автоголу невідомий |     |                 |

| Стадіон:Френсіс Філд, Сент-Луїс (Міссурі) Глядачів:? Суддя:Пол Мак-Свіні |

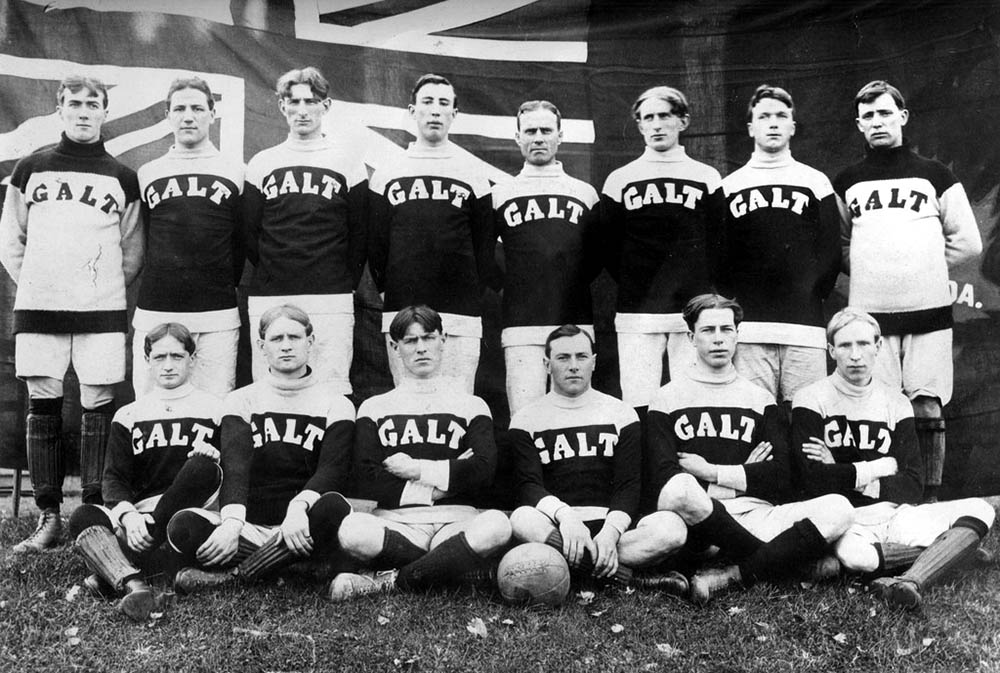
Олімпійські чемпіони з канадської команди Galt F.C.

### Коментар
1. ↑  Фергюсон народився в Торонто та, ймовірно, ще був громадянином Канади у 1904 році. Він змагався за американський клуб у Сент-Луїсі — Chicago Central YMCA.
2. ↑  Brooklyn Crescents були дискваліфіковані через запізнення на матч.
3. ↑  St. Louis пройшов далі шляхом жеребкування.